# София Фуоко
Софи́я (Софи́) Фуо́ко (итал. Sofia Fuoco, от fuoco — огонь, пламя; урождённая Мари́я Брамби́лла итал. Maria Brambilla; 16 января 1830, Милан — 4 июня 1916, Карате-Ларио, Комо) — итальянская балерина, солистка миланского театра Ла Скала (1843—?) и парижской Оперы (1846—1850). Впечатлявшая публику более своей балетной техникой, чем актёрской игрой, благодаря виртуозному танцу на пуантах была прозвана парижанами La Pointue («пуантовая», фр. с острыми кончиками, заострённая).

## Биография
Родилась в Милане, там же начала заниматься танцем. примерно с 1837 года училась у Карло Блазиса, в балетной школе театра Ла Скала, став одной из его танцовщиц-«плеяд». В возрасте девяти лет, в 1839 году, впервые вышла на сцену театра Ла Скала. В 1843 году, едва ей исполнилось тринадцать лет, стала первой танцовщицей, кто станцевал на миланской сцене «Жизель» — премьера балета в постановке Антонио Кортези состоялась 17 января. В том же году, минуя балетную иерархию, Фуоко была названа прима-балериной assoluta театра. В 1846 году танцевала в «Па-де-катре» Перро, поставленном в Милане Филиппо Тальони.
Завоевав безоговорочный успех в родном городе, в 1846 году шестнадцатилетняя виртуозка была приглашена в Париж, в Королевскую академию музыки (во время Второй республики — «Национальный театр») исполнить главную партию в новом балете Жозефа Мазилье «Бетти» вместо знаменитой Карлотты Гризи, подписавшей контракт с римским театром «Аполло» и вернувшейся в Италию. Ещё до премьеры Париж говорил о пальцевой технике и невероятных пируэтах юной балерины: 

Все танцовщицы согласно твердят, что она блестяще владеет так называемыми пуантами. Тем и будет, по их словам, отличаться юная дебютантка. Называют три её поворота, которые покамест не удавались никому; секретом обладает одна м-ль Фуоко.— Шарль Морис, „Le courrier des spectacles“, 24 июня 1846.

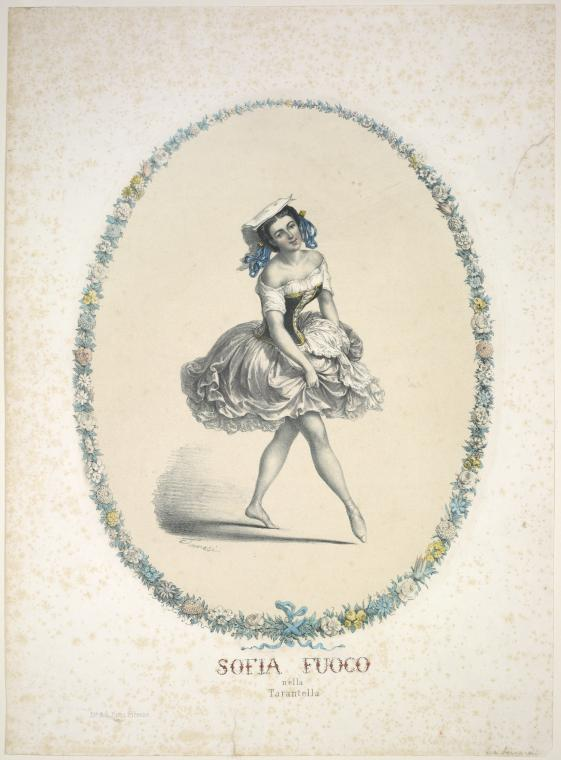
София Фуоко в тарантелле, ок. 1850. Литография из коллекции Чии Форнароли, NYPL.

Поэт Теофиль Готье утверждал, что «её ноги отскакивают от мраморного пола, как два стальные стрелы». Итальянский критик Джино Мональди, повторяя это сравнение, позднее писал, что Фуоко — очень подвижная танцовщица, оправдавшая своё имя («Огонь»). По его мнению, она обладала очень редким в балете даром — оригинальностью, не будучи похожей ни на одну из звёзд той эпохи. Её пуанты потрясали: она танцевала вариацию, ни разу не опустив пятки на пол. Ни мгновения мягкости, колебания или дрожи — жёсткие пальцы танцовщицы никогда не предавали вес её легчайшего тела.
Фуоко танцевала на сцене театра Ле Пелетье в качестве прима-балерины до 1850 года. В 1847—1848 годах гастролировала в Лондоне, затем выступала на сценах Италии, Франции и Испании. В начале 1850-х годов[уточнить] танцевала в мадридском «Театро-дель-сирко», соперничая здесь в популярности с французской танцовщицей, фавориткой маркиза де Саламанка Мари Ги-Стефан. Поклонником Фуоко стал глава правительства генерал Нарваэс и театральное соперничество переросло в политическое: поклонники Ги-Стефан, демонстрируя преданность маркизу де Саламанка, носили в петлице белую гвоздику, сторонники правительства (и поклонники Фуоко) — красную. Дамы не отставали от мужчин и носили причёску à la Fuoco.
В 1852 году София была солисткой римского Театро Арджентина. Оставила сцену в конце 1850-х годов.
По словам историка балета В. М. Красовской, Фуоко было далеко до артистизма и обаяния Карлотты Гризи — интерес публики быстро угас, оставив по себе лишь куплеты со словами: «Боюсь, что Фуоко или пламя — всего лишь соломенный костёр».

## Репертуар
Милан

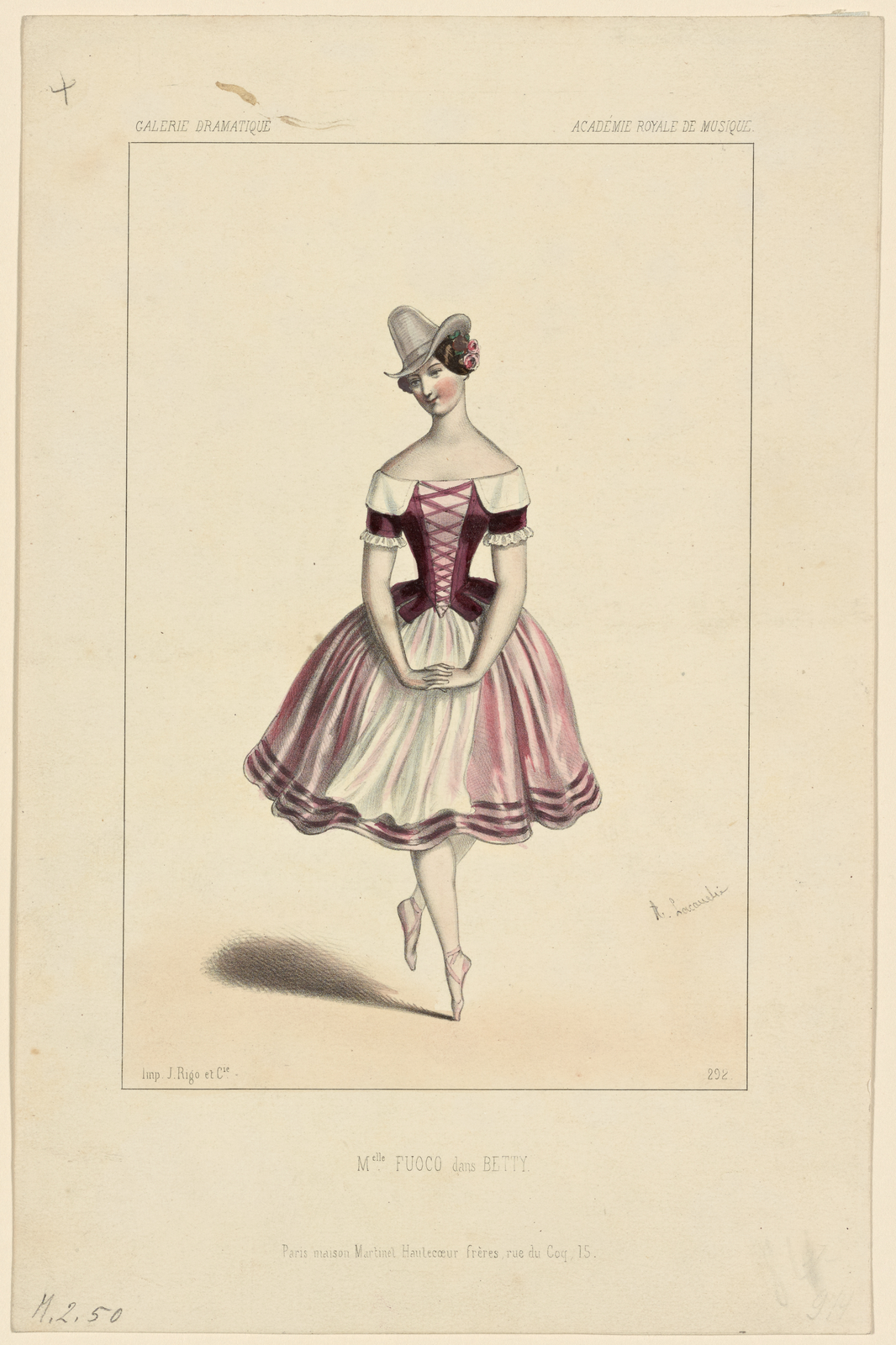
София Фуоко в балете «Бетти», литография Риго по рисунку Александра Лакоши, 1846; коллекция NYPL.

- 17 января[уточнить] 1843 — Жизель, «Жизель», постановка Антонио Кортези на музыку Никколо Баджетти (Niccolò Bajetti).
- 1846 — «Па-де-катр» на музыку Цезаря Пуни, хореография Ж.-Ж. Перро, постановка Филиппо Тальони.
- 1853 — Пальмина, нимфа Орба, «Пальмина, или Дочь реки[итал.]», хореография Теодоро Мартина (Teodoro Martin)

Париж
- 11 июля 1846 — Бетти, «Бетти» Амбруаза Тома, хореография Жозефа Мазилье.
- 26 ноября 1847 — дивертисмент в опере Джузеппе Верди «Иерусалим», хореография Жозефа Мазилье.
- 1849/1850 — дивертисмент в опере Гаэтано Доницетти «Фаворитка», хореография Альбера.